# Jammerbugt
Jammerbugt is een gemeente in de Deense regio Nordjylland (Noord-Jutland). De gemeente telt 38.851 inwoners (2017).
Het is een nieuwe gemeente. Bij de herindeling van 2007 werden de volgende gemeentes bij Jammerbugt ondergebracht: Aabybro, Brovst, Fjerritslev, Pandrup.
In 2021 werd in de deelgemeente Blokhus 's werelds hoogste zandkasteel gebouwd uit 5000 ton zand en met een hoogte van 21,16 meter.

## Plaatsen in de gemeente
- Blokhus
- Hune
- Biersted
- Nørhalne
- Kås
- Pandrup
- Fjerritslev
- Ingstrup
- Gjøl
- Halvrimmen
- Birkelse
- Bonderup
- Tranum
- Aabybro
- Vester Torup
- Klim
- Arentsminde
- Skovsgård
- Østerby
- Saltum
- Moseby
- Gøttrup
- Brovst
- Vester Hjermitslev

Aalborg · Brønderslev · Frederikshavn · Hjørring · Jammerbugt · Læsø · Mariagerfjord · Morsø · Rebild · Thisted · Vesthimmerland
- International Standard Name Identifier: 0000 0004 0379 0263